# James Kwast

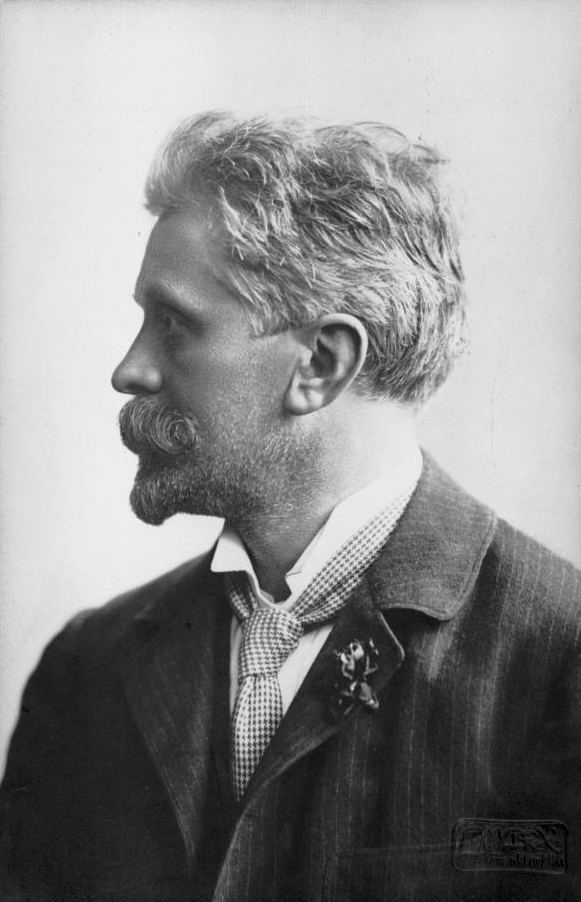
James Kwast, foto från 1903.

Jacob James Kwast, född 23 november 1852 i Nijkerk, Nederländerna, död 31 oktober 1927 i Berlin, var en nederländsk-tysk pianist och musikpedagog.
Kwast var lärare i piano vid Hoch-konservatoriet i Frankfurt am Main, senare vid Sternska konservatoriet i Berlin och 1902–1905 på Klindworth-Scharwenka-konservatoriet i Berlin.
Han gifte sig i första äktenskapet med Tony Hiller, dotter till kompositören Ferdinand Hiller. Kwasts dotter Mimi Kwast (1879–1926) gifte sig 1899 med kompositören Hans Pfitzner, som 1886–1890 hade varit elev till James Kwast vid Frankfurts konservatorium. James Kwasts andra äktenskap var med pianisten Frieda Hodapp (1880–1949), elev till Max Reger.
Av storhertigen av Mecklenburg-Strelitz mottog James Kwast Orden för konst och vetenskap.